# Meteor Prag
Meteor Praha (offiziell FK Meteor Praha VIII) ist ein tschechischer Fußballverein aus Prag. 1896 von fußballbegeisterten Jungen gegründet, ist er einer der ältesten noch bestehenden tschechischen Fußballvereine. Die anfangs in weißen Hemden mit rotem Kragen und rotem Brustring spielende Mannschaft war auch als meteorská chasa, als Gesindel bekannt. Meteor war insgesamt vier Spielzeiten erstklassig, nämlich 1925, 1925/26, 1927 und 1930/31. Durch Reorganisation des Sports in der Tschechoslowakei nach dem Zweiten Weltkrieg erfolgten verschiedene Umbenennungen des Vereins und die Angliederung weiterer Sportarten an den Verein.
Heute ist der Verein vor allem wegen seiner guten Jugendarbeit bekannt, die B-, als auch die A-Junioren spielen in der zweithöchsten tschechischen Spielklasse.

## Vereinsgeschichte
Der Klub wurde 1896 als Sportovní kroužek Kotva in Libeň gegründet, das 1901 nach Prag eingemeindet wurde. Drei Jahre später nahm er den Namen eines aufgelösten Radfahrervereins an, Meteor. Im Jahr 1901 gehörte Meteor zu den Gründungsmitgliedern des Tschechischen Fußballverbandes ČSF. An der ersten vom ČSF organisierten Meisterschaft nahm Meteor ohne nennenswerten Erfolg teil. Ebenso nahm der Klub an den Meisterschaften 1912/13, 1915 und 1917 teil. 1906, 1911 bis 1913, 1915 sowie 1916 spielten die Grün-Weißen beim so genannten Charity Cup mit, dem damals wichtigsten Wettbewerb in Böhmen. Nach der Gründung der Tschechoslowakei gehörte Meteor der Mittelböhmischen Liga an, die als die stärkste des Landes galt. Beste Platzierung war der dritte Platz in der Saison 1924, die jedoch nicht zu Ende gespielt wurde.
Im Jahr 1925 kam es in der Tschechoslowakei zur Einführung des Profifußballs. In der so genannten Asociační Liga, in der allerdings nur die Hinrunde ausgespielt wurde, belegte Meteor den zehnten und letzten Platz. In der Saison 1925/26 wurde die Liga in Mittelböhmische Liga (tschechisch: Středočeská I. Liga) umbenannt, Meteor erreichte mit dem siebten Rang das beste Ergebnis seiner Vereinsgeschichte. Schon im Sommer 1926 kam es erneut zu Streitigkeiten um die Ligaorganisation, so dass erst im Frühjahr 1927 eine so genannte Qualifikationsrunde zur I. und II. Liga ausgetragen wurde. In der acht Mannschaften umfassenden Liga gelang Meteor in sieben Spielen nur ein Unentschieden, was den Abstieg in die II. Liga zur Folge hatte. Die Rückkehr in die I. Liga, nun wieder Asociační Liga, gelang den Grün-Weißen im Spieljahr 1930/31. Die Erfahrung dauerte nur kurz. Abermals wurde Meteor mit nur einem Punkt Tabellenletzter. Es sollte die letzte Erstligasaison für das Team aus dem Prager Norden werden.
Bis 1941/42 war Meteor zweitklassig, die Spielzeiten 1942/43 und 1943/44 verbrachte die Mannschaft in der Drittklassigkeit. Nach dem Krieg wurde Meteor wieder in die zweithöchste Spielklasse eingegliedert, in der man sich bis 1949 halten konnte. Ein Jahr zuvor war es durch die Bemühung, den tschechoslowakischen Sport in der Sokolbewegung zu organisieren zu einer Umbenennung des Vereins in Sokol České Loděnice gekommen. Die Werft České loděnice war der größte Betrieb in Libeň. 1952 gelang der Mannschaft eine einjährige Rückkehr in die Zweitklassigkeit.

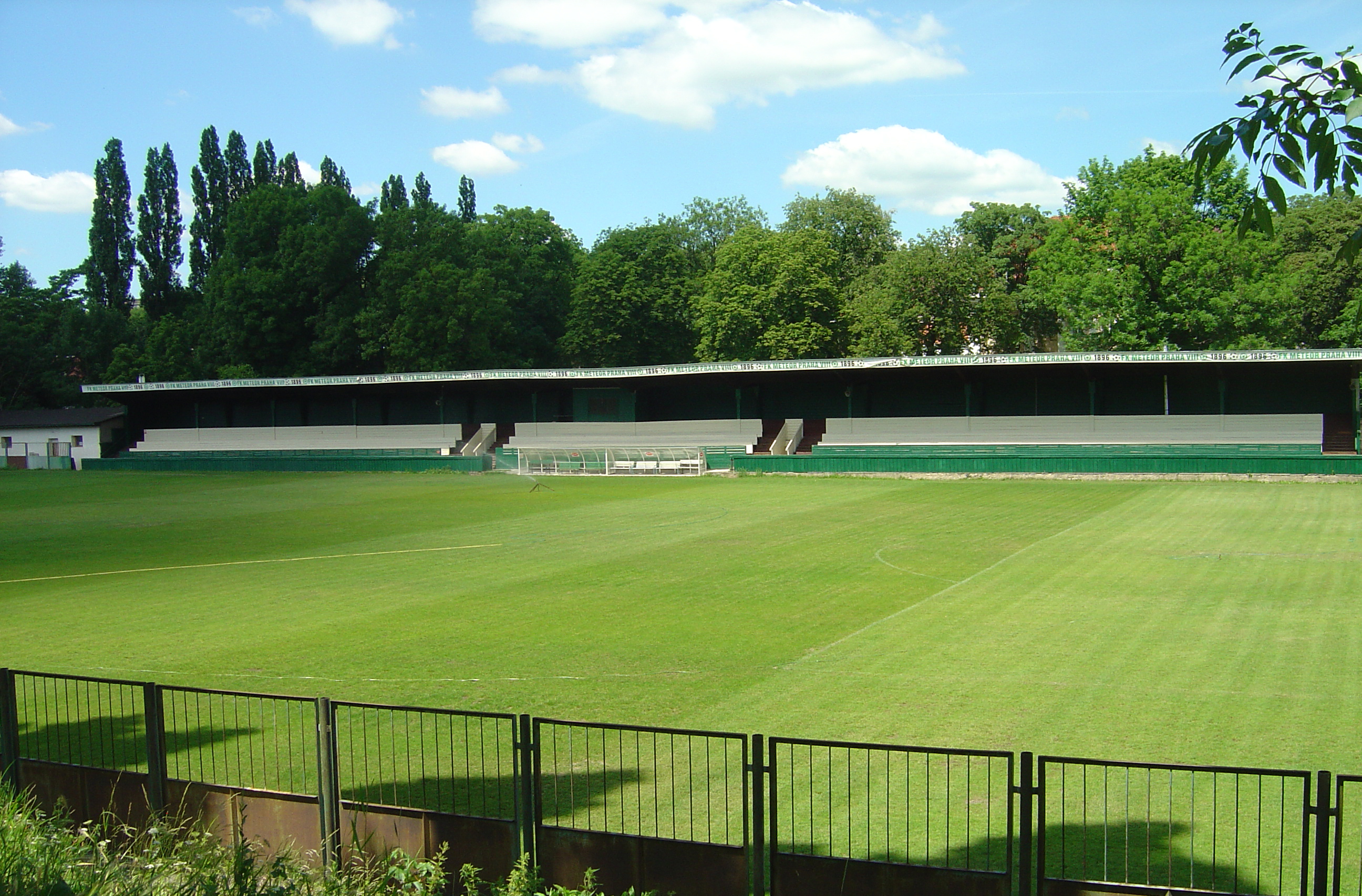
Stadion des FK Meteor Praha VIII, überdachte Haupttribüne

Anschließend fiel die Mannschaft in die Bedeutungslosigkeit, durch die Reorganisation des Sports in der Tschechoslowakei kam es zu weiteren Umbenennungen, so 1953 in DSO Spartak Loděnice, 1957 in TJ Libeň Loděnice und 1966 in TJ Meteor Praha. 1965 hatte die A-Jugend des Klubs auf sich aufmerksam gemacht, als sie in die 1. Tschechoslowakische Liga aufgestiegen war. Die Herrenmannschaft stieg 1973/74 in die dreigeteilte 3. Liga auf, wurde aber in der Saison 1974/75 mit nur zwölf Punkten aus 30 Spielen Tabellenletzter. Die Rückkehr in die inzwischen siebengeteilte 3. Liga gelang Meteor 1977, in der Saison 1978/79 fehlten nur drei Punkte zum Aufstieg in die 2. Liga. Konnte man den Abstieg 1980 noch vermeiden, so fiel man 1981 einer Reorganisation zum Opfer, die aus sieben Gruppen der 3. Liga nur noch vier machte.
1986 folgte der Fall in die Fünftklassigkeit (Pražský přebor), die Rückkehr in die 4. Liga gelang 1991, aus der man 1996 wieder absteigen musste. 1994 gliederte sich die Fußballabteilung aus dem Gesamtverein aus und ist seither als FK Meteor Praha VIII ein eigenständiger Verein. 2004 stieg Meteor sogar in die 6. Liga (1.A třída) ab, schaffte aber die sofortige Rückkehr und wurde als Aufsteiger mit vier Punkten Rückstand auf Admira/Slavoj Vizemeister. In der Saison 2006/07 strebte Meteor Praha den Aufstieg in die 4. Liga an, wurde aber nur Dritter.
Aktuell (Stand Oktober 2012) spielt der Verein in der 4. tschechischen Liga.

## Stadien
Bei der Gründung hatte der SK Kotva keinen eigenen Platz, die Jungs spielten häufig auf einem Exerzierplatz in der Nähe des Hauses der Invaliden in Karlín. Von 1906 bis 1910 dienten Plätze auf den so genannten Maniny im Stadtteil Holešovice als Austragungsort der Heimspiele. Seit 1910 spielte Meteor dann auf dem U Perutzů genannten Platz in der Voctářova ulice. Ein neues Zuhause fand die Mannschaft 1929 auf dem Na Stráži-Platz in Střížkov. Die Odyssee wurde 1934 beendet, als sich Meteor auf einem Platz in Libeň hinter der Kirche des Heiligen Vojtěch niederließ. Die Grün-Weißen konnten den Platz nach einer Vereinbarung mit der Elterngemeinschaft des naheliegenden Realgymnasiums nutzen. Heute ist dieses Stadion offiziell als Fotbalový areál Libeň bekannt.

## Vereinsnamen
- 1896 Sportovní kroužek Kotva Libeň
- 1899 SK Meteor Libeň
- 1901 SK Meteor Praha VIII
- 1948 Sokol České Loděnice
- 1953 DSO Spartak Loděnice
- 1957 TJ Libeň Loděnice
- 1966 TJ Meteor Praha
- 1976 TJ Meteor Praha ŽSP
- 19?? TJ Meteor Praha
- 19?? SK Meteor Praha
- 1994 FK Meteor Praha VIII

## Weitere Sportarten
Badminton
Der Verein wurde 1965–1967, 1970–1972 sowie 1990 und 1992 tschechoslowakischer Mannschaftsmeister. Nach Ausgliederung des Fußballs wurden 1994 und 1996–1998 weitere vier tschechische Titel errungen.

## Sonstiges
Der Verein ist nicht zu verwechseln mit dem weniger erfolgreichen und inzwischen inexistenten SK Meteor Praha VII.